# Robert von Bartsch
Samuel Germanus Eduard Robert Bartsch, später von Bartsch (* 31. Juli 1833 Oderberg; † 8. November 1919 in Berlin) war ein deutscher Verwaltungsjurist und Ministerialbeamter.

## Leben
Robert von Bartsch studierte an der Friedrichs-Universität Halle Rechtswissenschaft. 1853 wurde er im Corps Guestphalia Halle recipiert. 1856 wurde er in Breslau zum Dr. iur. promoviert.
Ab 1864 war er Kreisrichter in Hirschberg. Im Preußischen Ministerium der geistlichen, Unterrichts- und Medizinalangelegenheiten war er ab 1874 Geheimer Regierungsrat und Vortragenden Rat ernannt. Seit 1890 war er Ministerialdirektor und Wirklicher Geheimer Oberregierungsrat mit dem Rang eines Rats erster Klasse und Leiter der geistlichen Abteilung. Er war Direktor der Wissenschaftlichen Deputation für das Medizinalwesen (1890–1899) und Mitglied des Disziplinarhofes für die nicht-richterlichen Beamten (1891–1899). Zum Unterstaatssekretär wurde er 1899 ernannt. Am 20. Juni 1900 wurde er verabschiedet. Am 20. Juni 1893 wurde er in Kiel an Bord der Hohenzollern in den preußischen Adelsstand erhoben.
Er war in erster Ehe seit 1861 mit Sophie Behrends (1835–1890) verheiratet. Ein zweites Mal war er ab 1891 mit Lina geb. von Neefe und Obischau (* 1869) verheiratet. Beerdigt ist er auf dem alten Kirchhof der Zwölf-Apostel-Kirche in Berlin-Schöneberg.

## Ehrungen (Auswahl)
- Stern zum Roten Adlerorden 2. Klasse mit Eichenlaub (1892)
- Erhebung in den erblichen Adelsstand (20. Juni 1893)[8]
- D. theol. h. c. der Universität Berlin (1897)
- Leopoldsorden (Belgien), Großoffizierkreuz (1898)
- Osmanje-Orden 1. Klasse (1898)
- Orden vom Zähringer Löwen, Kommandeurkreuz 1. Klasse (1899)
- Hausorden Albrechts des Bären, Kommandeur-Insignien 1. Klasse (1899)
- Ernennung zum Wirklichen Geheimen Rat mit dem Prädikat Exzellenz (1900)